# Dagmar Reim

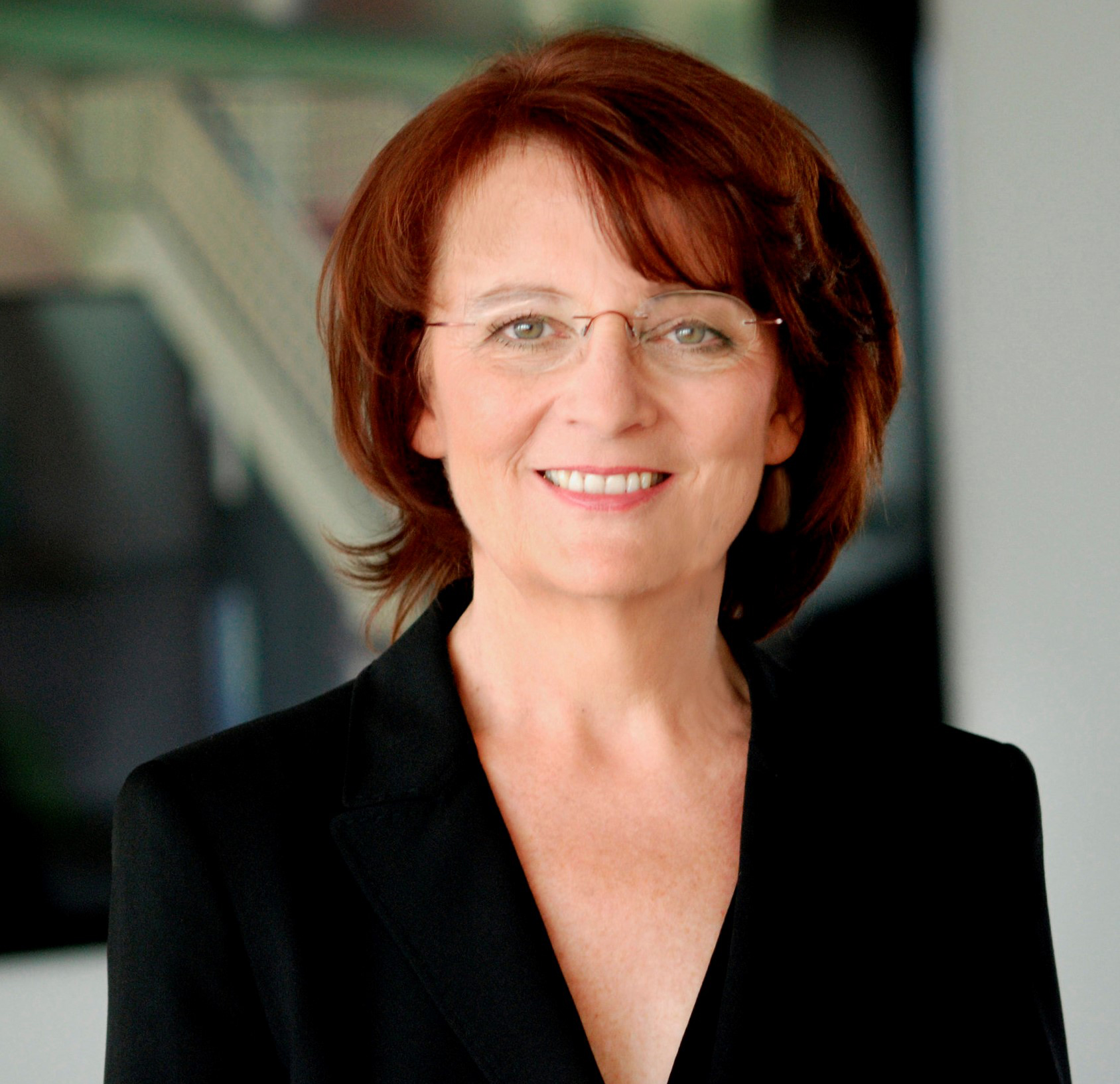
Dagmar Reim (2010)

Dagmar Reim (* 4. November 1951 in Heidelberg) ist eine deutsche Journalistin. Sie begann ihre Hörfunk-Laufbahn 1975 beim Bayerischen Rundfunk und war von 2003 bis 2016 Intendantin des Rundfunks Berlin-Brandenburg – und damit die erste Frau an der Spitze einer öffentlich-rechtlichen Rundfunkanstalt in Deutschland.

## Ausbildung
Dagmar Reim wuchs bei ihrer Mutter, zusammen mit Großmutter und Urgroßmutter, im südhessischen Lorsch auf und absolvierte ihr Abitur an einem katholischen Mädchengymnasium. Anschließend studierte sie mit einem Hochbegabtenstipendium des Cusanuswerkes Geschichte, Germanistik und Publizistik an der Johannes-Gutenberg-Universität Mainz und der Ludwig-Maximilians-Universität München. 1975 schloss sie das Studium mit dem Magister artium ab.

## Beruflicher Werdegang
Von 1975 bis 1979 arbeitete Dagmar Reim als Hörfunk-Redakteurin, Reporterin und Moderatorin beim Bayerischen Rundfunk in München in den Redaktionen Jugendfunk und Zeitfunk/Politik. Sie war an der Gründung der Sendung Zündfunk maßgeblich beteiligt.
1979 wechselte sie zum Westdeutschen Rundfunk in Köln. Dort arbeitete sie für das Morgenmagazin und das Mittagsmagazin von WDR 2 sowie in der Kommentarredaktion. 
1986 ging Dagmar Reim als Radioredakteurin zum Norddeutschen Rundfunk in Hamburg, leitete dort ab 1992 die Pressestelle und war zwei Jahre (1993/1994) ARD-Sprecherin. 1995 wurde sie Chefredakteurin des NDR-Hörfunks und Programmbereichsleiterin von NDR 4 (heute: NDR Info). Von 1998 bis 2003 war sie Direktorin des NDR-Landesfunkhauses Hamburg.
2001 zog sie ihre Kandidatur für den ZDF-Intendanten-Posten nach dem zweiten Wahlgang zurück.
Seit 2003 war Dagmar Reim Intendantin des Rundfunk Berlin-Brandenburg. Sie gewann die Wahl zur Gründungsintendantin gegen drei Gegenkandidaten, darunter der favorisierte damalige WDR-Fernsehdirektor Ulrich Deppendorf. 2007 bestätigte der Rundfunkrat sie für eine zweite, 2012 für eine dritte Amtszeit als Intendantin vom 1. Mai 2013 bis zum 30. April 2018. Dieses Amt gab sie aber zum 30. Juni 2016 aus privaten Gründen vorzeitig auf.

## Intendanz beim rbb
In der ersten Amtszeit (2003–2008) als Intendantin führte Dagmar Reim den Sender Freies Berlin und den Ostdeutschen Rundfunk Brandenburg zum Rundfunk Berlin-Brandenburg zusammen und sicherte die Position des neuen Senders als Mitglied in der ARD. Der fusionierte Sender sollte nicht nur Modell für weitere Reformen innerhalb der ARD sein, sondern sich auch auf dem Medienmarkt der Hauptstadtregion etablieren. Dafür schuf Dagmar Reim mit ihrem Team in den ersten fünf Jahren intern neue Strukturen. Zwischen 2003 und 2013 hat der rbb 300 Stellen sozialverträglich abgebaut, also ohne betriebsbedingte Kündigungen.
Die zweite Amtszeit (2008–2013) Reims war unter anderem geprägt von der Umstellung auf multimediale Produktionsprozesse. Als erster Sender in der ARD mit einem eigenen Fernsehprogramm führte der rbb 2009 eine multimediale Programmdirektion für Radio, Fernsehen und Online ein. Reim setzte sich für einen Strukturausgleich, also eine gerechtere Verteilung der Gebührengelder innerhalb der ARD ein. Dennoch musste der rbb aufgrund finanzieller Probleme das Radioprogramm radiomultikulti zum 1. Januar 2009 einstellen und strahlt auf der Frequenz seitdem Funkhaus Europa vom WDR in Kooperation mit Radio Bremen aus. Im Zuge der von großem Protest begleiteten Schließung von radiomultikulti wurde Reim auch persönlich angegriffen, der Rundfunkrat stützte allerdings ihren Entschluss mehrheitlich.
Erfolgreich waren dokumentarische TV-Großprojekte wie 24h Berlin (2009) und 20 x Brandenburg (2010). Die Radioprogramme des rbb (Antenne Brandenburg, radioBERLIN 88,8, Inforadio, radioeins, kulturradio und Fritz) erreichten in den halbjährlichen Media-Analysen regelmäßig Spitzenplätze in einem der am heftigsten umkämpften Radiomärkte Europas. Reim gelang die wirtschaftliche Konsolidierung des rbb vor der Umstellung von der Rundfunkgebühr auf den Rundfunkbeitrag. 
Nach dem Verlust von Marktanteilen im Jahr 2011 räumte Reim Defizite im Programm ein und kündigte im Februar 2012 eine Programmreform des rbb Fernsehens an. Mehr regionale Inhalte und mehr Raum für Innovationen seien zwei der Schwerpunkte. In Reims Amtszeit ist der Anteil der Frauen in Führungspositionen im rbb auf 43,4 Prozent gestiegen.
Ende November 2015 gab Reim bekannt, vorzeitig aus persönlichen Gründen auszuscheiden und bereits Ende Juni 2016 – zwei Jahre vor Ende der Vertragslaufzeit – ihre Intendanz aufzugeben.
Im Dezember 2022 wurde berichtet, dass Reim zusätzlich zu ihrer Pension vom rbb ein monatliches "Ruhegeld" in Höhe von 16 000 € erhält.

## Mitgliedschaften und Aufsichtsratsmandate
- Mitglied Wissenschaftliche Kommission im Wissenschaftsrat[14]
- Mitglied im Senat der Deutschen Nationalstiftung[15]
- Kuratorium der ZEIT-Stiftung Ebelin und Gerd Bucerius[16]
- Kuratorium der Stiftung Brandenburger Tor[17]
- Stiftungsrat Oper in Berlin[18]
- Hochschulrat der Universität der Künste Berlin[19]
- Aufsichtsrat der ARD-Filmtochter Degeto (Vorsitz; von November 2011 bis Juni 2017)[20][21]
- Kuratorium Buber-Rosenzweig-Stiftung[22]
- Board of Patrons der Berliner Festspiele
- Vorsitzende des Vereins „Neue Heimat in Brandenburg“[23]
- Jurymitglied Universitas-Preis für Wissenschaftsjournalismus[24]
- Beiratsvorsitzende der Einstein Stiftung Berlin[25]

## Privatleben
Dagmar Reim war in zweiter Ehe mit Rudolf Großkopff († 13. Juli 2023), dem ehemaligen Regierungskorrespondenten der Frankfurter Rundschau und stellvertretenden Chefredakteur des Deutschen Allgemeinen Sonntagsblattes und Kunstbeauftragten von NDR und rbb verheiratet. Sie hat zwei eigene Söhne sowie zwei angeheiratete Kinder.

## Kritik
Die Berliner Zeitschrift tip hat am 17. Dezember 2008 Dagmar Reim in die Liste der zehn „peinlichsten Berliner“ gewählt, für ihre Rolle bei der Schließung des Radiosenders multikulti und ihre Reaktion auf die dadurch entstandene Diskussion. In der Zeitung Neues Deutschland wurde sie im selben Zusammenhang in einem Artikel vom 31. Dezember 2008 kritisch erwähnt. Am 31. Dezember 2008 wurde trotz vieler Proteste der Sender radiomultikulti abgeschaltet. Der Grund für die Schließung war allerdings die radikale Kürzung des Budgets nach der Zusammenlegung vom SFB und dem ORB, siehe oben beschriebene Stellenkürzungen.

## Auszeichnung
- 2016: Hedwig-Dohm-Urkunde des Journalistinnenbundes für ihr Lebenswerk[11]
- 2016: Victress Award für das Lebenswerk[28]
- 2016: Verdienstkreuz 1. Klasse des Verdienstordens der Bundesrepublik Deutschland[29]
- 2021: Verdienstorden des Landes Berlin

## Publikationen
- als Herausgeberin (für NDR): Streifzüge durch 48 Museen in Norddeutschland: der NDR-4-Museumsführer, Schlütersche Verlagsgesellschaft, Hannover 1997, ISBN 978-3-87706-832-8.
- als Herausgeberin (für rbb): Das gefällt mir!: Prominente empfehlen 50 x Kunst in Berlin und Brandenburg, Braus, Berlin 2013, ISBN 978-3-86228-058-2.